# Доња Трница
Доња Трница је насеље у Србији у општини Трговиште у Пчињском округу. Према попису из 2022. био је 131 становник (према попису из 2002. било је 213 становника). У његовој близини се налази геоморфолошки локалитет Вражји камен, као и Богородичина црква из 14. века.

## Демографија
У насељу Доња Трница живи 161 пунолетни становник, а просечна старост становништва износи 40,5 година (40,0 код мушкараца и 41,1 код жена). У насељу има 71 домаћинство, а просечан број чланова по домаћинству је 3,00.
Ово насеље је у потпуности насељено Србима (према попису из 2002. године), а у последња три пописа, примећен је пад у броју становника.
|  |

| Демографија | Демографија | Демографија |
| Година      | Становника  | Становника  |
| ----------- | ----------- | ----------- |
| 1948.       | 453         |             |
| 1953.       | 479         |             |
| 1961.       | 431         |             |
| 1971.       | 311         |             |
| 1981.       | 284         |             |
| 1991.       | 248         | 247         |
| 2002.       | 213         | 214         |
| 2011.       | 171         |             |

| Етнички састав према попису из 2002.‍ | Етнички састав према попису из 2002.‍ | Етнички састав према попису из 2002.‍ | Етнички састав према попису из 2002.‍ | Етнички састав према попису из 2002.‍ |
| ------------------------------------ | ------------------------------------ | ------------------------------------ | ------------------------------------ | ------------------------------------ |
|                                      |                                      |                                      |                                      |                                      |
| Срби                                 | Срби                                 |                                      | 213                                  | 100,0%                               |
| непознато                            | непознато                            |                                      | 0                                    | 0,0%                                 |

| Година пописа     | 1948. | 1953. | 1961. | 1971. | 1981. | 1991. | 2002. |
| ----------------- | ----- | ----- | ----- | ----- | ----- | ----- | ----- |
| Број домаћинстава | 67    | 70    | 69    | 64    | 65    | 70    | 71    |

| Број чланова      | 1  | 2  | 3 | 4  | 5 | 6 | 7 | 8 | 9 | 10 и више | Просек |
| ----------------- | -- | -- | - | -- | - | - | - | - | - | --------- | ------ |
| Број домаћинстава | 19 | 16 | 8 | 12 | 8 | 6 | 2 | 0 | 0 | 0         | 3,00   |

| Пол    | Укупно | Неожењен/Неудата | Ожењен/Удата | Удовац/Удовица | Разведен/Разведена | Непознато |
| ------ | ------ | ---------------- | ------------ | -------------- | ------------------ | --------- |
| Мушки  | 92     | 27               | 58           | 5              | 2                  | 0         |
| Женски | 76     | 7                | 54           | 12             | 2                  | 1         |
| УКУПНО | 168    | 34               | 112          | 17             | 4                  | 1         |

| Пол    | Укупно                    | Пољопривреда, лов и шумарство | Рибарство                            | Вађење руде и камена | Прерађивачка индустрија       |
| ------ | ------------------------- | ----------------------------- | ------------------------------------ | -------------------- | ----------------------------- |
| Мушки  | 58                        | 11                            | 0                                    | 0                    | 22                            |
| Женски | 34                        | 6                             | 0                                    | 0                    | 21                            |
| УКУПНО | 92                        | 17                            | 0                                    | 0                    | 43                            |
| Пол    | Производња и снабдевање   | Грађевинарство                | Трговина                             | Хотели и ресторани   | Саобраћај, складиштење и везе |
| Мушки  | 0                         | 4                             | 4                                    | 1                    | 1                             |
| Женски | 0                         | 0                             | 3                                    | 0                    | 0                             |
| УКУПНО | 0                         | 4                             | 7                                    | 1                    | 1                             |
| Пол    | Финансијско посредовање   | Некретнине                    | Државна управа и одбрана             | Образовање           | Здравствени и социјални рад   |
| Мушки  | 0                         | 1                             | 7                                    | 3                    | 0                             |
| Женски | 0                         | 0                             | 0                                    | 2                    | 0                             |
| УКУПНО | 0                         | 1                             | 7                                    | 5                    | 0                             |
| Пол    | Остале услужне активности | Приватна домаћинства          | Екстериторијалне организације и тела | Непознато            | Непознато                     |
| Мушки  | 1                         | 0                             | 0                                    | 3                    | 3                             |
| Женски | 0                         | 0                             | 0                                    | 2                    | 2                             |
| УКУПНО | 1                         | 0                             | 0                                    | 5                    | 5                             |

## Галерија
- Снимак Доње Трнице из дрона.
- Снимак из дрона, атар Доње Тринице.
- Доња Трница, у даљини Трговиште.
- Богородичина црква (14. век) на Вражјем камену
- Атрактивни геоморфолошки облици на Вражјем камену, поред реке Пчиње